# Mihaela
Mihaela je  žensko osebno ime.

## Izvor imena
Ime Mihaela je ženska oblika moškega osebnega imena Mihael.

## Različice imena
Mihaelca, Mihaila, Mihajela, Mihajla, Mihaljina, Mihela, Mihelca, Mihelica, Mihelka, Mija, Mika, Mikaela, Mikela, Mikica, Miša, Mišaela, Mišela.

## Tujejezikovne različice imena
- pri Angležih: Michaela
- pri Čehih: Michaela
- pri Fincih:  Mikaela
- pri Nemcih: Michaela
- pri Poljakih: Michalina
- pri Švedih: Mikaela
- pri Italijanih: Michela

## Pogostost imena
Po podatkih Statističnega urada Republike Slovenije je bilo na dan 31. decembra 2007 v Sloveniji število ženskih oseb z imenom Mihaela: 2.418. Med vsemi ženskimi imeni pa je ime Mihaela po pogostosti uporabe uvrščeno na 108. mesto.

## Osebni praznik
Ime Mihaela je koledarsko uvrščeno k imenu Mihael.